# Bolivaridia imadatei
Bolivaridia imadatei är en urinsektsart som beskrevs av N. Ramachandra Prabhoo 1975. Bolivaridia imadatei ingår i släktet Bolivaridia och familjen lönntrevfotingar. Inga underarter finns listade.